# Tituly a vyznamenání Johna J. Pershinga

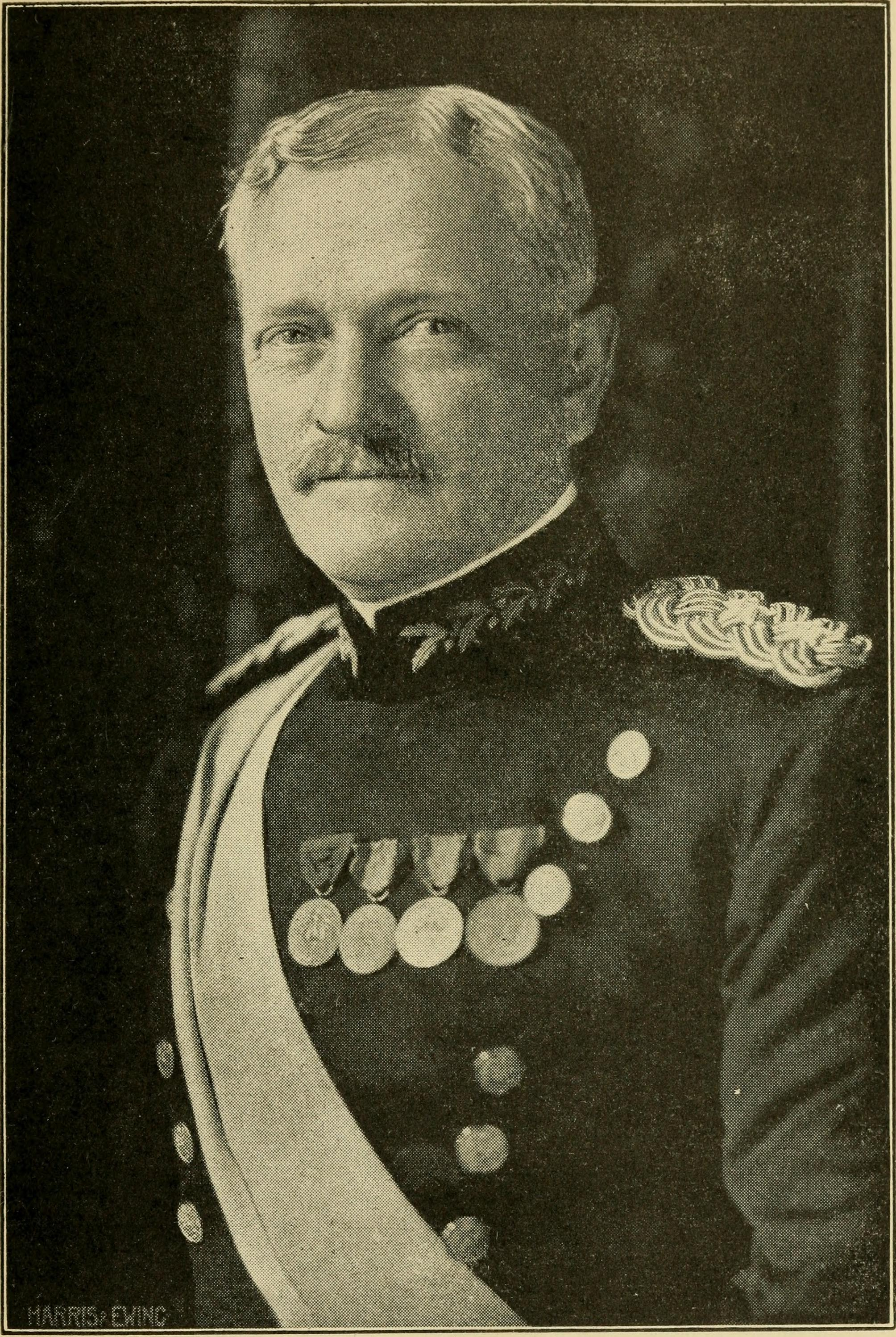
John J. Pershing v uniformě s medailemi

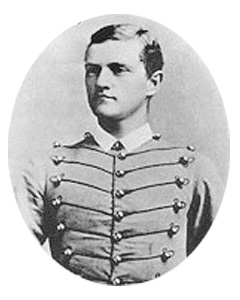
J. J. Pershing jako kadet

John J. Pershing, americký generál a velitel expedičních sil v Evropě za první světové války, obdržel během svého života několik amerických i zahraničních, civilních i vojenských řádů a medailí. Bylo po něm pojmenováno také i několik míst a objektů.

## Vojenské hodnosti
- kadet – United States Military Academy – 1. července 1882
- podporučík – 6th Cavalry (pravidelná armáda) – 1. července 1886
- poručík – 10th Cavalry (pravidelná armáda) – 20. října 1892
- major – Chief Ordnance Officer (dobrovolníci) – 18. srpna 1898
- major – Assistant Adjutant General (dobrovolníci) – 6. června 1899
- kapitán – jezdectvo, pravidelná armáda – 2. února 1901
- brigádní generál – pravidelná armáda – 20. září 1906
- generálmajor – pravidelná armáda – 25. září 1916
- generál – národní armáda – 6. října 1917
- General of the Armíes  – pravidelná armáda – 3. září 1919[1][2]
- General of the Armíes  – výslužba – 13. září 1924[1][2]

## Vyznamenání

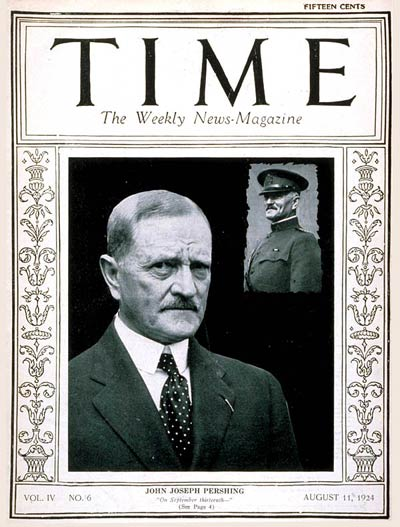
Pershing na titulní straně časopisu Time, 1924

### Americká vyznamenání
- Army Distinguished Service Cross – 1941
- Army Distinguished Service Medal – 1918
- Stříbrná hvězda – 1932
- Medaile za indické tažení – 1907
- Medaile za španělské tažení – 1905
- Army of Cuban Occupation Medal – 1915
- Medaile za tažení na Filipínách – 1905
- Medaile za službu v Mexiku – 1917
- Medaile Vítězství v první světové válce s 15 sponami – 1919
- Medaile Vítězství v první světové válce s 15 sponami – 1919
- Medaile Vítězství v první světové válce s 15 sponami – 1919
- Medaile za okupaci Německa 1918–1923 – 1941

### Zahraniční vyznamenání
- Belgie
  -  velkokříž Řádu Leopolda
  -  Válečný kříž
- Černohorské knížectví
  -  velkokříž Řádu knížete Danila I.
  -  Řád sv. Petra Cetinsjkého
- Československo
  -  Řád Bílého lva I. třídy, vojenská skupina – 13. dubna 1926[3]
  -  Československý válečný kříž 1914–1918
- Čína
  - velkostuha Řádu jasného nefritu
  -  Řád zlatého zrna I. třídy
- Francie
  -  velkokříže Řádu čestné legie
  -  Médaille militaire
  -  Croix de Guerre 1914–1918 s bronzovou palmou
- Italské království
  -  velkokříže Vojenského savojského řádu
  -  velkokříž Řádu svatých Mořice a Lazara
- Japonsko
  -  Řád vycházejícího slunce
- Panama
  -  Medaile solidarity
- Peru
  -  velkokříže Řádu peruánského slunce
- Polsko
  -  stříbrný kříž Řádu Virtuti Militari – 1922[4][5]
  -  rytíř Řádu znovuzrozeného Polska– 1928[6]
- Rumunsko
  -  Řád Michala Chrabrého I. třídy
- Řecko
  -  Řád Spasitele
- Spojené království
  -  čestný rytíř velkokříže Řádu lázně
- Srbské království
  -  velkokříže Řádu hvězdy Karadjordjevićů s meči
- Venezuela
  -  velkokříž Řádu osvoboditele

### Ostatní ocenění
- Zlatá medaile Kongresu – 7. srpna 1946

## Eponyma
- americký střední tank nasazený v době druhé světové války M26 Pershing
- americká balistická raketa MGM-31 Pershing